# Віглаф (король Мерсії)

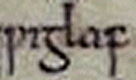
Підпис Віглафа

Віглаф (*Wiglaf, д/н —839) — король Мерсії у 827—829 та 830—839 роках.

## Життєпис
Про походження нічого невідомо. Можливо, був родичем короля Беорнвульфа. За іншою версією по лінії матері або дружини був нащадком короля Пенди. Є відомості, що предки Віглафа були дуксами в Гвікке.
У 827 році після загибелі короля Лудеки обирається королем Мерсії. Йому довелося витратити певний час на зміцнення своєї влади. Після цього спробував відновити потугу в Британії. Але у 829 році проти нього виступив Егберт, який переміг Віглафа та повалив того, ставши королем Мерсії.
У 830 році зумів відновити владу над Мерсією. Втім обставини цього достеменно невідомі. Він розпочав наступ на володіння Вессексу. До 837 року він відновив владу над королівством Ессекс, а також Лондоном, де знову почав діяти монетний двір Віглафа. Також до володінь повернулася сучасна область Беркширу, відновлено зверхність над бриттським королівством Повіс (сучасний Уельс). Але спроба відновити контроль над Східною Англією виявилася невдалою.
У 836 році провів церковний собор у Крофті, який відвідав архієпископ Кентерберійський та 11 єпископів з інших королівств. Помер у 839 році. Йому спадкував син Вігмунд.